# Theridion coldeniae
Theridion coldeniae är en spindelart som beskrevs av Léon Baert och Maelfait 1986. Theridion coldeniae ingår i släktet Theridion och familjen klotspindlar. Inga underarter finns listade i Catalogue of Life.